# Kerstin Thieme
Kerstin Thieme, nascuda Karl Thieme, (Niederschlema, Erzgebirge, 23 de juny del 1909) va treballar com a docent musical, compositora, editora de música i musicòloga.

## Biografia
Thieme va néixer el 23 de juny de 1909, com a Karl Thieme, fill d'un director comercial natural d'una família hugonot a el sud de França, a la ciutat d'Erzgebirg, Nieder-Schlema. Va estudiar música i composició a la Universitat de Música de Leipzig acaba els seus estudis amb una tesis doctoral sobre el tema “Estil de so de la Orquestra de Mozart”.Després de graduar-se, Thieme es va matricular en la classe de composició a l'Acadèmia de Música de Leipzig d'Hermann Grabner, a la qual també va comptar Hugo Distler (1908-1942) i el compositor de pel·lícules Miklós Rózsa (1907-1995). Simultàniament, Thieme també va estudiar a la Universitat de Leipzig, com psicologia integral amb Felix Krueger. Va estudiar música i composició a la Universitat de Música de Leipzig, acaba els seus estudis amb una tesis doctoral sobre el tema “Estil de so de la Orquestra de Mozart”. Va treballar com a docent a l'escola Max Klinger de Leipzig.
Els primers èxits compositius provenen de principis dels anys trenta, per exemple, l'estrena mundial de les «Variacions sobre un tema de Hindemith» al Leipzig Gewandhaus. Entre 1939 i 1945 va ser soldat de primera línia i en captiveri estatunidenc en Itàlia. En 1946 torna a la docència com a professor de música en els departaments d'educació i radio play a Leipziger Rundfunk, on també és director del cor juvenil.
En 1948 escapa de la zona d'ocupació soviètica per raons polítiques i s'instal·la a Nuremberg. Durant un any serà professor en el Labenwolf-Oberrealschule i més tard, entre 1956 i 1960, passarà ser-ho de al conservatori de Nuremberg. En Nuremberg, va ensenyar per primera vegada en el Labenwolf Gymnasium i va anar a Conservatori el 1956, on Thieme va ensenyar teoria de música durant vint anys. Des de principis de 1951 va estar involucrada en la Setmana Internacional de l'Òrgan de Nuremberg. Al 1960 comença com a professor del Departament d'educació musical de la Universitat Friendrich Alexander de Nuremberg on treballarà fins a 1974, data de la seva jubilació.
A 1976 va fer un canvi de sexe i passa a dir-se Kerstin Thieme i a 2001 mor a Stuttgart.